# .je
.je е интернет домейн от първо ниво за Джърси. Администрира се от Island Networks. Представен е през 1996 г.

## Домейни от второ ниво
- .co.je
- .net.je
- .org.je